# Erigone sinensis
Erigone sinensis là một loài nhện trong họ Linyphiidae.
Loài này thuộc chi Erigone. Erigone sinensis được Ehrenfried Schenkel-Haas miêu tả năm 1936.